# Polyacanthisca calceolata
Polyacanthisca calceolata is een vlokreeftensoort uit de familie van de Eulimnogammaridae. De wetenschappelijke naam van de soort is voor het eerst geldig gepubliceerd in 1937 door Bazikalova.